# 117 Lomia
117 Lomia eller A900 DA är en asteroid upptäckt av den franske astronomen Alphonse Louis Nicolas Borrelly den 12 september 1871 vid Marseille-observatoriet. Varifrån namnet kommer är oklart, men en möjlighet är Lamia inom grekisk mytologi.
Den har en mörk yta som består av enkla karbonater. Ockultationer har hittills observerats av människan två gånger, åren 2000 och 2003.